# Oró, Sé do Bheatha ’Bhaile
Oró, Sé do Bheatha ’Bhaile ([ˈɔɾˠoː ɕeː d̪ˠə ˈvʲahə ˈwalʲə]) je tradiční irská protestní píseň.
Počátky písně sahají až do 16. století, do doby panování Alžběty I., kdy vznikly některé její části. Dnes známá úprava této písně vznikla až ve 20. století.

## Dějiny
První verze písně vznikla během bojů Jakobitů podporovaných Iry proti anglickému králi. Píseň je věnována boji irské zbojné dívky a národní hrdinky Gráinne Ní Mháille (Grace O’Malley) proti britské nadvládě. Ona i její jméno jsou symbolem irského boje za svobodu. Píseň také má své místo ve svatební tradici, při příchodu nevěsty do nového domu. Irský politik, spisovatel a revolucionář Patrick Pearse. popravený Brity v roce 1916, píseň upravil a rozšířil o další sloky. Píseň zpívali členové a sympatizanti IRA během Velikonočního povstání a irské války za nezávislost, od roku 1916 je známá také pod názvem Dord na bhFiann (Pokřik bojovníků).
Píseň nazpívalo mnoho známých interpretů, jako například: The Clancy Brothers and Tommy Makem, The Dubliners, Noel McLoughlin, The Cassidys, The Wolfe Tones, The Duggans (Clannad), Sinéad O’Connor nebo Cruachan. Zpívali ji také rebelové ve filmu The Wind That Shakes the Barley (česky Zvedá se vítr).

## Text písně
| irsky | česky |
| --- | --- |
| Refrain Oró, sé do bheatha abhaile, Oró, sé do bheatha abhaile, Oró, sé do bheatha abhaile Anois ar theacht an tsamhraidh. Sé do bheatha, a bhean ba léanmhar, do b’ é ár gcreach tú bheith i ngéibheann, do dhúiche bhreá i seilbh méirleach, is tú díolta leis na Gallaibh. Refrain Tá Gráinne Mhaol ag teacht thar sáile, óglaigh armtha léi mar gharda, Gaeil iad féin is ní Gaill ná Spáinnigh, is cuirfidh siad ruaig ar Ghallaibh. Refrain A bhuí le Rí na bhFeart go bhfeiceam, mura mbéam beo ina dhiaidh ach seachtain, Gráinne Mhaol agus míle gaiscíoch, ag fógairt fáin ar Ghallaibh. Refrain | Refrén Ó, vítej doma, Ó, vítej doma, Ó, vítej doma... Léto se již rychle blíží! Vítej paní, tvá nepřítomnost nás rmoutila, Tvá nepřítomnost v dálkách, byla naší bídou, Tvá krásná země zatím v rukou rebela, A tys byla zatím v cizině! Refrén Gráinne Mhaol přichází po moři, Ozbrojení válečníci ji doprovázejí jako stráž, Jsou to Galové (Irové), nejsou to Francouzi ani Španělé A oni budou cizince pronásledovat na útěku! Refrén Díky králi zázraků budeme vědět, A i kdybychom žili jen pár dní, Gráinne Mhaol a tisíce bojovníků dosvědčí, že jsme cizáky vyhnali! Refrén |